# Mark Wahlberg
Mark Wahlberg (Boston, Massachusetts, 5 de junio de 1971), conocido en los inicios de su carrera como Marky Mark, es un actor, modelo, cantante y productor de televisión estadounidense. Fue parte del grupo de rap Marky Mark and the Funky Bunch, que alcanzó éxito con el disco Music for the People.
Fue nominado a los Óscar 2006 en la categoría de mejor actor de reparto por la película The Departed. Recibió una estrella en el paseo de la fama de Hollywood el 29 de julio de 2010.

## Carrera
Euforico por el éxito de su hermano Donnie con el grupo New Kids on the Block, Wahlberg comenzó a grabar como Marky Mark & the Funky Bunch, grupo de rap que lideró y que obtuvo éxitos con «Good Vibrations» y «Wild Side», del disco Music for the People. Fue calificado de sex symbol por su físico musculoso, si bien se vio envuelto en polémicas por sus actuaciones provocativas. Su segundo LP, You Gotta Believe, tuvo menos éxito.
Al mismo tiempo, Wahlberg trabajó como modelo publicitario y realizó una serie de anuncios de ropa interior de la firma Calvin Klein, junto con Kate Moss. En 1992 fue elegido como una de las 20 personas más bellas del mundo por la revista People, en un conteo de la cadena de televisión VH1 quedó en el 65.º puesto de los 100 artistas más sexys y en otro conteo de este canal fue elegido número 1 de los "mejores encantos de los 90", por encima de Brad Pitt, George Clooney, Cameron Diaz y Pamela Anderson.
Debutó en cine en 1994 en Un poeta entre reclutas, protagonizada por Danny DeVito, y al año siguiente, rodó junto a Leonardo DiCaprio Diario de un rebelde. A partir de Boogie Nights, dejó a los críticos impresionados por su gran surtido de interpretaciones y habilidades.
Rechazó papeles como el de Linus Caldwell en la película Ocean's Eleven (interpretado por Matt Damon), el de Ennis Del Mar en Brokeback Mountain (interpretado por Heath Ledger) y también el papel protagonista de la película Assault on Precinct 13 (Asalto a la comisaría del distrito 13). Igualmente, decidió realizar The Departed, que había dirigido Martin Scorsese, con la participación de Jack Nicholson y protagonizada por Leonardo DiCaprio y Matt Damon, que le valió a Wahlberg una nominación a mejor actor secundario en los Globos de oro y a mejor actor secundario en los Premios Óscar.
Participó en 2000 en la película La tormenta perfecta, en el papel de Bobby Shatford, donde figuró en los créditos junto a George Clooney. También en 2001 protagonizó Rockstar interpretando a Chris Cole, junto a Zakk Wylde.
Produjo durante ocho temporadas la serie Entourage de HBO, ligeramente basada en hechos de su propia vida. Apareció en el primer y segundo episodio de la quinta temporada y en las sesiones en las que entrevista al elenco y al equipo de producción. También es productor ejecutivo de la serie Boardwalk Empire, y declaró que, después de haber leído el libro en que se basa la serie, convenció a Martin Scorsese para realizarla.
Wahlberg recibió una estrella en el Paseo de la Fama de Hollywood el 29 de julio de 2010.

## Vida privada

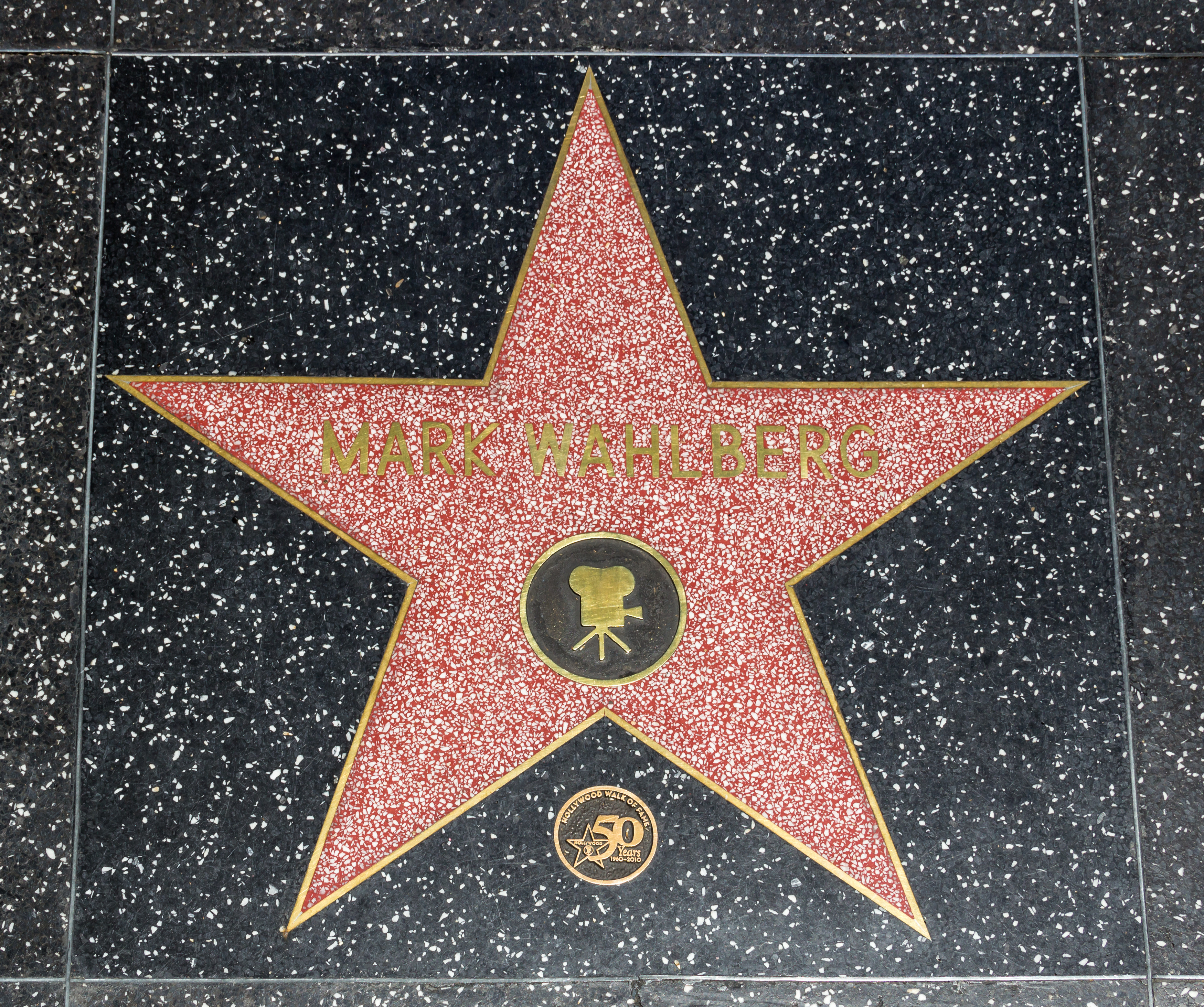
Estrella a “Mark Wahlberg” en el Hollywood Boulevard de la ciudad de Los Ángeles, California, USA

Nació en Boston (Massachusetts). Es el más joven de nueve hermanos: Arthur, Jim, Paul, Robert, Tracey, Michelle, Debbie (fallecida en 2003 a los 44 años) y Donnie, hijos de Alma Elaine (apellido de soltera Donnelly) y Donald E. Wahlberg.
Su abuelo paterno era sueco y su abuela paterna era irlandesa, y su madre es de ascendencia inglesa, franco-canadiense e irlandesa. Hizo el bachillerato en Copley Square High School en Newbury Street.
Wahlberg se casó con la modelo Rhea Durham, el 1 de agosto de  2009, en Beverly Hills, cerca de donde ellos viven. El matrimonio tiene cuatro hijos, dos niñas: Ella Rae (n. 2003) y Grace Margaret (n. 2010) y dos niños: Michael (n. 2006) y Brendan Joseph (b. 2008).
Es un ferviente católico. En 2022, se mudó a Nevada.

## Problemas legales
En junio de 1986, Wahlberg, que entonces tenía 15 años, y tres amigos persiguieron a tres niños afroamericanos mientras gritaban “Kill the nigger, kill the nigger" y les lanzaban piedras. Al día siguiente, Wahlberg y otros persiguieron a un grupo de escolares que estaban realizando una excursión en la playa, y les gritaron insultos, lanzaron rocas y llamaron a otros chicos para que se  unieran en el acoso. En agosto de 1986, se interpuso una demanda civil contra Wahlberg por violar los derechos civiles de sus víctimas, el caso llegó a resolución el mes siguiente.
Otro incidente racial ocurrió en abril de 1988, cuando Wahlberg de 17 años y drogado con fenciclidina, atacó a un vietnamita de mediana edad en la calle, llamándole “vietnamita de mierda” y golpeándolo con un pedazo grande de madera hasta dejarlo inconsciente. Más tarde, ese mismo día, Wahlberg atacó a otro vietnamita, golpeándolo en el ojo. Cuando fue arrestado y trasladado a la escena del crimen, les dijo a los policías: “Ese es el hijo de puta al que le abrí la cabeza”. Los investigadores también afirmaron que realizó "numerosos insultos raciales como ‘gooks’ o ‘slant-eyed gooks’”.
Fue acusado de tentativa de homicidio, afirmó ser culpable de agresión y fue finalmente condenado a 2 años de cárcel, aunque solo cumplió 45 días de su sentencia. Wahlberg creía que había dejado a la segunda víctima (llamada Johnny Trinh) permanentemente ciego de un ojo, aunque Trinh declaró que había perdido el ojo en la Guerra de Vietnam, mientras servía en el ejército vietnamita del sur, que luchaban junto a las tropas estadounidenses.
En agosto de 1992 le rompió la mandíbula a un vecino suyo en un ataque. Los documentos del tribunal afirman que en 1992, Wahlberg "sin provocación ni causa alguna, pateó cruel y repetidamente" a Crehan en la cara mientras otro hombre, Derek McCall, sostenía a la víctima en el suelo.  El abogado de Wahlberg afirmó que él y McCall, que es negro, fueron provocados después de que Crehan calificara a McCall de insulto racial.
En 2006 Wahlberg dijo que lo correcto sería que hablase cara a cara con Trinh, el vietnamita a quien golpeó en el ojo, para hacer las paces, ya que no lo había hecho. En 2016 mientras solicitaba un indulto por su condena de asalto a Trinh, Wahlberg dijo haber hablado con Trinh y haberse disculpado por “sus horribles actos”. Trinh anunció públicamente haberle perdonado.
En 2014 solicitó el indulto por sus condenas. Su petición de indulto creó controversia. De acuerdo con la BBC, el debate sobre su idoneidad para un indulto planteó "cuestiones difíciles, con argumentos de ambas partes de largo alcance y complejos". Uno de los niños afroamericanos a los que atacó se opuso al indulto diciendo “un racista siempre será racista.” Judith Beals, fiscal de alguno de los casos, argumentó que “Wahlberg nunca ha admitido el carácter racial de sus crímenes” y que un indulto socavaría el trabajo de caridad de Wahlberg, diciendo “un indulto público destacaría demasiado que si eres blanco y una estrella de cine se te aplica un criterio diferente. ¿Es eso lo que Wahlberg realmente quiere?".
En septiembre de 2016, afirmó arrepentirse de haber solicitado el indulto y la petición fue cerrada.

## Discografía

### Álbumes de estudio
Marky Mark and the Funky Bunch (1991 - 1993):
- 1991: Music for the People
- 1992: You Gotta Believe

Marky Mark (con Prince Ital Joe) (1993 - 1998):
- 1994: Life in the Streets
- 1995: The Remix Album

### Sencillos
Marky Mark and the Funky Bunch:
- 1991: Good Vibrations
- 1991: Wild Side
- 1992: I Need Money
- 1992: You Gotta Believe
- 1992: Gonna Have A Good Time
- 1992: On The House Tip
- 1992: Peace
- 1993: Loungin

Marky Mark (con Prince Ital Joe):
- 1993: Happy People
- 1994: Life in the Streets
- 1994: United
- 1995: Babylon
- 1995: Rastaman Vibrations

## Filmografía

### Cine

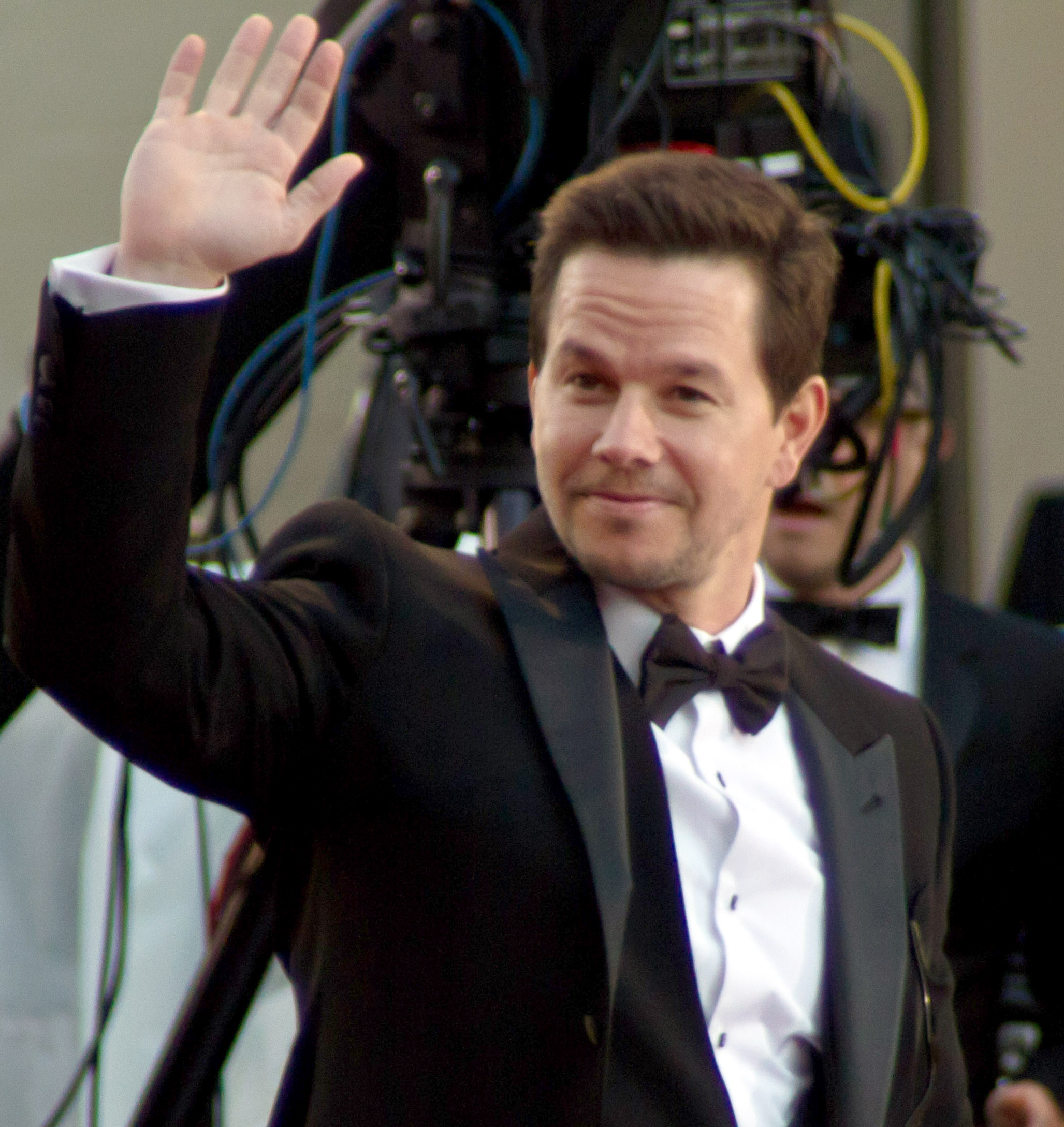
Wahlberg en los Premios Óscar de 2010

| Año  | Título                               | Rol                           | Notas                       |
| ---- | ------------------------------------ | ----------------------------- | --------------------------- |
| 1994 | Renaissance Man                      | Tommy Lee Haywood             |                             |
| 1995 | The Basketball Diaries               | Mickey                        |                             |
| 1996 | Fear                                 | David McCall                  |                             |
| 1997 | Traveller                            | Pat O'Hara                    |                             |
| 1997 | Boogie Nights                        | Eddie Adams / Dirk Diggler    |                             |
| 1998 | The Big Hit                          | Melvin Smiley                 |                             |
| 1999 | The Corruptor                        | Danny Wallace                 |                             |
| 1999 | Tres Reyes                           | Troy Barlow                   |                             |
| 2000 | The Yards                            | Leo Handler                   |                             |
| 2000 | La tormenta perfecta                 | Bobby Shatford                |                             |
| 2001 | El planeta de los simios             | Capitán Leo Davidson          |                             |
| 2001 | Rockstar                             | Chris 'Izzy' Cole             |                             |
| 2002 | La verdad sobre Charlie              | Joshua Peters                 |                             |
| 2003 | The Italian Job                      | Charlie Croker                |                             |
| 2003 | Overnight                            | Él mismo                      | Documental                  |
| 2004 | Juvies                               | Narrador                      | También productor ejecutivo |
| 2004 | I Heart Huckabees                    | Tommy Corn                    |                             |
| 2005 | Cuatro hermanos                      | Bobby Mercer                  |                             |
| 2006 | Invencible                           | Vince Papale                  |                             |
| 2006 | The Departed                         | Dignam                        |                             |
| 2007 | Shooter                              | Bob Lee Swagger               |                             |
| 2007 | We Own the Night                     | Joseph Grusinsky              | También productor           |
| 2008 | The Happening                        | Elliot Moore                  |                             |
| 2008 | Max Payne                            | Max Payne                     |                             |
| 2009 | Desde mi cielo                       | Jack Salmon                   |                             |
| 2010 | Date Night                           | Hoollbrook                    |                             |
| 2010 | The Other Guys                       | Detective Terry Hoitz         |                             |
| 2010 | The Fighter                          | 'Irish' Mickey Ward           | También productor           |
| 2012 | Contrabando                          | Chris Farraday                |                             |
| 2012 | Ted                                  | John Bennett                  |                             |
| 2013 | Broken City                          | Billy Taggart                 | También productor           |
| 2013 | Pain & Gain                          | Daniel Lugo                   |                             |
| 2013 | 2 Guns                               | Michael "Stig" Stigman        |                             |
| 2013 | Lone Survivor                        | Marcus Luttrell               | También productor           |
| 2014 | Transformers: la era de la extinción | Cade Yeager                   |                             |
| 2014 | The Gambler                          | Jim Bennett                   | También productor           |
| 2015 | Mojave                               | Norman                        |                             |
| 2015 | Entourage                            | Él mismo                      | También productor           |
| 2015 | Ted 2                                | John Bennett                  |                             |
| 2015 | Daddy's Home                         | Dusty Mayron                  |                             |
| 2016 | Deepwater Horizon                    | Mike Williams                 | También productor           |
| 2016 | Día del atentado                     | Tommy Saunders                | También productor           |
| 2017 | Transformers: el último caballero    | Cade Yeager                   |                             |
| 2017 | Daddy's Home 2                       | Dusty Mayron                  | También productor ejecutivo |
| 2017 | Todo el dinero del mundo             | Fletcher Chace                |                             |
| 2018 | Mile 22                              | James Silva                   | También productor           |
| 2018 | Familia al instante                  | Pete                          | También productor           |
| 2020 | Spenser Confidential                 | Spencer                       | También productor           |
| 2020 | ¡Scooby!                             | Brian Crown/Halcón Azul (voz) |                             |
| 2020 | Joe Bell                             | Joe Bell                      | También productor           |
| 2021 | Infinite                             | Evan McCauley                 | También productor           |
| 2022 | Uncharted                            | Victor Sullivan               |                             |
| 2022 | Father Stu                           | Padre Stu                     | También productor           |
| 2022 | Tiempo para mí                       | Huck                          |                             |
| 2023 | The Family Plan                      | Dan Morgan                    | También productor           |
| 2024 | Arthur the King                      | Michael Light                 | También productor           |
| 2024 | The Union                            | Mike McKenna                  |                             |
| 2025 | Amenaza en el aire                   | Daryl                         |                             |

### Televisión
| Año                 | Título                              | Rol             | Notas                                                                         |
| ------------------- | ----------------------------------- | --------------- | ----------------------------------------------------------------------------- |
| 1993                | The Substitute                      | Ryan Westerberg | Película de televisión                                                        |
| 1993                | The Ben Stiller Show                | Él mismo        | Episodio: "A Few Good Scouts"                                                 |
| 1993                | Out All Night                       | Él mismo        | Episodio: "Under My Thumb"                                                    |
| 2004 2008 2009 2010 | Entourage                           | Él mismo        | - "Pilot" - "Unlike a Virgin" (5.2) - "Fore" (6.5) - "Tequila and Coke" (7.7) |
| 2008                | Saturday Night Live                 | Él mismo        | Episodio: "Josh Brolin/Adele" (4.5)                                           |
| 2014–2019           | Wahlburgers                         | Él mismo        | 36 episodios                                                                  |
| 2020                | Ant & Dec's Saturday Night Takeaway | Él mismo        | 1 episodio; invitado especial                                                 |
| 2021                | Wahl Street                         | Él mismo        |                                                                               |

## Premios y nominaciones
Premios Óscar
| Año  | Categoría              | Película     | Resultado |
| ---- | ---------------------- | ------------ | --------- |
| 2007 | Mejor actor de reparto | The Departed | Nominado  |
| 2011 | Mejor película         | The Fighter  | Nominado  |

Globos de Oro
| Año  | Categoría              | Película     | Resultado |
| ---- | ---------------------- | ------------ | --------- |
| 2007 | Mejor actor de reparto | The Departed | Nominado  |
| 2011 | Mejor Actor - Drama    | The Fighter  | Nominado  |

Premios de la Crítica Cinematográfica
| Año  | Categoría             | Película      | Resultado |
| ---- | --------------------- | ------------- | --------- |
| 2013 | Mejor actor de acción | Lone Survivor | Ganador   |